# Возрождение (Могилёвский район)
Возрождение (бел. Адраджэнне) — деревня в составе Семукачского сельсовета Могилёвского района Могилёвской области Республики Беларусь.

## Население
- 1999 год — 20 человек
- 2010 год — 5 человек